# Indicatifs régionaux 902 et 782

Les indicatifs régionaux 902 et 782 sont les indicatifs téléphoniques régionaux des provinces de la Nouvelle-Écosse et de l'Île-du-Prince-Édouard au Canada. Ces indicatifs régionaux couvrent l'entièreté du territoire des deux provinces.
Les indicatifs régionaux 902 et 782 font partie du Plan de numérotation nord-américain.
La région des indicatifs 902 et 782 est aujourd'hui la seule région du Plan de numérotation nord-américain qui chevauche deux provinces ou états. D'une façon similaire, la région de l'indicatif 867 est partagé par trois territoires canadiens : les Territoires du Nord-Ouest, le Nunavut et le Yukon.
L'entreprise de services locaux titulaire pour les indicatifs 902 et 782 est Bell Aliant. 

## Historique
Cet indicatif date de 1947 et est l'un des indicatifs originaux du Plan de numérotation nord-américain.
Jusqu'en 1955, les provinces maritimes du Canada (le Nouveau-Brunswick, la Nouvelle-Écosse, l'Île-du-Prince-Édouard et Terre-Neuve-et-Labrador) ont partagé l'indicatif régional 902 : le Nouveau-Brunswick, la Nouvelle-Écosse et l'Île-du-Prince-Édouard ont utilisé cet indicatif à partir de 1947 alors que Terre-Neuve-et-Labrador a fait de même à partir de son adhésion au Canada en 1949. L'indicatif 902 a été scindé en 1955 : La Nouvelle-Écosse et l'Île-du-Prince-Édouard ont gardé l'indicatif 902 alors que le Nouveau-Brunswick et Terre-Neuve-et-Labrador ont reçu l'indicatif 506. Une nouvelle scission a eu lieu en 1962 : le Nouveau-Brunswick a alors conservé l'indicatif 506 alors que Terre-Neuve-et-Labrador recevait l'indicatif 709.
Le 23 août 2014, l'indicatif régional 782 est créé et couvre la même région que l'indicatif 902.

## Principales villes et indicatifs de central correspondants

### Nouvelle-Écosse
- Arichat (902) - 226
- Argyle (902) - 643
- Amherst (902) - 297 614 660 661 664 667 669 694 699
- Annapolis Royal (902) - 532
- Antigonish (902) - 318 338 714 735 863 867 870 872 948 971
- Aspen (902) - 833
- Aylesford (902) - 321 341 389 847
- Baddeck (902) - 294 295 296
- Bass River (902) - 647
- Bear River (902) -  376 638 467
- Barrington (902) - 320 575 581 619 630 635 637 768
- Bedford (902) - 832 835[2]
- Berwick (902) -  375 538
- Blandford (902) - 228
- Bridgetown (902) - 312 588 665
- Bridgewater (902) - 212 298 514 521 523 527 529 530 541 543 553
- Brookfield (902) - 650 673
- Brooklyn (902) - 757
- Caledonia (902)  - 390 682
- Canning (902) - 582
- Canso (902) - 366
- Carleton (902) - 761
- Chester (902)  - 204 275 273 279 299 980
- Cheticamp (902)  - 224 264 335
- Cheverie (902) - 632
- Clark's Harbour (902)  - 745
- Clarksville (902)  - 632
- Dartmouth (902) -  433 434 435 460 461 462 463  464  465 466 468  469  481[2]
- Debert (902)  - 662 641
- Digby (902)  - 224 245 247 249 250 308 340 378
- Dingwall (902) - 383
- Ecum Secum (902)  - 347
- Economy (902) - 647
- Elmsdale (902) - 259
- Enfield (902) - 883
- Glace Bay (902) - 849 842
- Goldboro (902) - 387
- Grand Narrows (902) - 622 636 725
- Great Village (902) - 655 668
- Greenwood (902) - 242 765
- Guysborough (902) - 533
- Halifax (902) - 209 219 220 221 222 223 225 229 233 237 240 244 266 268 292 293 333 334 344 377 401 402 403 404 405 406 407 412 414 420 421 422 423 424 425 426 427 428 429 430 431 440 441 442 443 444 445 446 448 449 450 451 452 453 454 455 456 457 458 459 470 471 473 474 475 476 477 478 479 480 481 482 483 484 486 487 488 489 490 491 492 493 494 495 496 497 498 499 536 551 579 558 559 580 700 718 719 720 721 722 789 800 801 802 817 818 830  876 877 880 981 982 989 998 999
- Hantsport (902) - 352 684
- Heatherton (902) - 386
- Hubbards (902) -  857 858
- Inverness (902) - 258 323
- Kentville (902)  - 300 326 365 385 670 678 679 680 681 690 691 692 698
- Ketch Harbour (902) - 346  868
- Kingston (902) - 242 765 804
- Lake Echo (902)  - 829
- Lawrencetown (902)  - 584
- L'Ardoise (902)  - 587
- Liverpool (902) - 343 350 354 356 642 646 803
- Lockeport (902) - 656
- Louisbourg (902) - 733
- Louisdale (902) - 345
- Lower Sackville (902) - 252 864 865 869
- Lunenburg (902) - 634 640
- Mabou (902) - 945
- Maccan (902) - 545
- Maitland (902) - 261
- Marion Bridge (902) - 727
- Mahone Bay (902) - 531 624 627
- Middleton (902) - 309 322 349 363 824 825 840
- Middle Musquodoboit (902)  - 384
- Margaree Forks (902)  - 248
- Margaree Harbour (902) - 235
- Monastery (902) - 232 234
- Mount Uniacke (902) 256 866
- Musquodoboit Harbour (902)  - 337 342 878 889 891
- New Germany (902) - 644
- New Glasgow (902) - 301 331 616 695 752 753 754 755 759 771 921 928 931 952
- New Ross (902) - 689
- New Waterford (902) - 592 862
- North Sydney (902) - 794
- Oxford (902) - 447 552
- Parrsboro (902) - 216 254 728 744
- Port Bickerton (902) -  364
- Porter's Lake (902) - 827
- Port Hawkesbury (902) - 302 623 625 631 738 777 951
- Port Maitland (902) - 649
- Port Morien (902) - 737
- The Pubnicos (902) - 762
- Queensport (902) - 358
- River Hebert (902) - 251 732
- River John (902) - 351
- Riverport (902) - 764, 766
- Sandy Cove (902) - 834
- Saulnierville (902) - 205 769
- Stellarton (902) - See New Glasgow
- Stewiacke (902) - 639
- Salt Springs (902) - 925
- Shubenacadie (902) - 203 236 750 751 758 767
- Shelburne (902) - 207 319 875
- Sherbrooke (902)  - 522
- Sheet Harbour (902)  - 885
- Springhill (902) - 597 763
- St. Peters (902)  - 535
- Sydney (902) - 202 217 270 284 304 317 322 371 536 537 539 549 560 561 562 563 564 565 567 574 577 578 595 979
- Sydney Mines (902) 736 544
- Tangier (902) - 772
- Tatamagouche (902) - 657
- Truro (902) - 305 324 814 843 890 893 895 896 897 898 899 953 956 957 977 986
- Tusket (902) - 648
- Walton (902) - 528
- Waverley (902) -  576  860 861
- Wedgeport (902) - 663 965
- Wentworth (902) - 548
- Westville (902) - 396
- Weymouth (902) - 515 837
- Whycocomagh (902) - 756
- Windsor (902) -  306 321 472 788 790 791 792 798 799
- Woods Harbour (902) - 373 723
- Wolfville (902) -  320 542 585 697
- Upper Musquodoboit (902)  - 568
- Yarmouth (902) - 307 740 742 746 748 749 815 881

### Île-du-Prince-Édouard
- Alberton (902) - 206 214 231 853 856 960
- Borden (902) -  437 729 855
- Charlottetown (902) - 213 218 288 314 316 367 368 370 388 393 394 556 557 566 569 620 626 628 629 892 894 940 978
- Crapaud (902) - 658 730
- Eldon (902) - 659
- Georgetown (902) - 652 808
- Hunter River (902) - 621 734 964
- Kensington (902) - 836
- Montague (902) - 313 326 361 784 838 846 969
- Morell (902) -  961
- Mount Stewart (902) -  676
- Murray River (902) - 741 962
- New London (902) - 886
- O'Leary (902) - 726 807 859
- Souris (902) - 208 215 327 687 743
- Summerside (902) - 303 301 315 358 374 432 436 438 439 598 724 888 954
- Tignish (902) -  775 806 882
- Tyne Valley (902) - 831